# Helgi Haddingjaskati
Helgi Haddingjaskati (del nórdico antiguo: Helgi el señor de los Haddingjar), fue un héroe legendario de las sagas nórdicas, las cuales sobreviven únicamente algunos fragmentos. Helgi, posiblemente era un caudillo de los hasdingi, un clan familiar de la realeza de los asdingos, una rama de los vándalos.
Su figura protohistórica aparece en Helgakviða Hundingsbana II, un poema de la Edda poética, donde el héroe Helgi Hundingsbane y su amante Sigrún se han reencarnado como Helgi Haddingjaskati y la valkiria Kára, ambos protagonistas de Káruljóð un poema que no ha sobrevivido hoy, pero cuyas aventuras permanecen en Hrómundar saga Gripssonar.
En la leyenda, Helgi Haddingjaskati es el campeón de dos reyes suiones llamados Haldingr. Helgi lucha contra el protagonista de la saga llamado Hrómundr, y le ayuda en la batalla su amada Kára con magia en forma de cisne; por error Helgi hiere al cisne con su espada y deja de recibir la protección mágica, Hrómundr le vence en la batalla y le mata.